# Sinopoda exspectata
Sinopoda exspectata är en spindelart som beskrevs av Jäger och Ono 200. Sinopoda exspectata ingår i släktet Sinopoda och familjen jättekrabbspindlar.
Artens utbredningsområde är Taiwan. Inga underarter finns listade i Catalogue of Life.